# مهداي
مهدّاي (بالصومالية: Mahadaay)‏ هي بلدة في جنوب غرب محافظة شبيلي الوسطى (Shabeellaha Dhexe) في الصومال.

## نظرة عامة
تبعد مهدّاي حوالي 118 كيلومتر شمال العاصمة الصومالية مقديشو، على ضفاف نهر شيبيل، وهي مركز مقاطعة مهداي.

## التركيبة السكانية
يبلغ عدد سكان مدينة مهداي حوالي 10،000 نسمة. يبلغ عدد سكان مقاطعة مهداي 51،230 نسمة. 